# Tribia
Tribia is een geslacht van weekdieren uit de klasse van de Gastropoda (slakken).

## Soorten
- Tribia angasi (Crosse, 1863)
- Tribia coronata (Scacchi, 1835)